# Consulat général de Roumanie à Strasbourg
Le Consulat Général de Roumanie à Strasbourg est une représentation consulaire de la Roumanie en France. Il est situé  41 Rue Schweighaeuser, 67000 Strasbourg, en Alsace.